# Oecetis keraia
Oecetis keraia är en nattsländeart som beskrevs av Arturs Neboiss 1989. Oecetis keraia ingår i släktet Oecetis och familjen långhornssländor. Inga underarter finns listade i Catalogue of Life.